# Starý Žeberk
Starý Žeberk je zaniklý hrad v katastrálním území Jezeří u Horního Jiřetína v okrese Most. Nachází se v Krušných horách na vrcholu hory Jezeří (707 metrů), na území národní přírodní rezervace Jezerka, asi 1,5 kilometru jihozápadně od zámku Jezeří. Založen byl ve druhé polovině třináctého století Albrechtem ze Žeberka a někdy v první polovině čtrnáctého století byl opuštěn. Dochovaly se z něj terénní relikty opevnění a nepatrné zbytky zdí. Ke hradu vede odbočka z modře značené turistické trasy.

## Historie

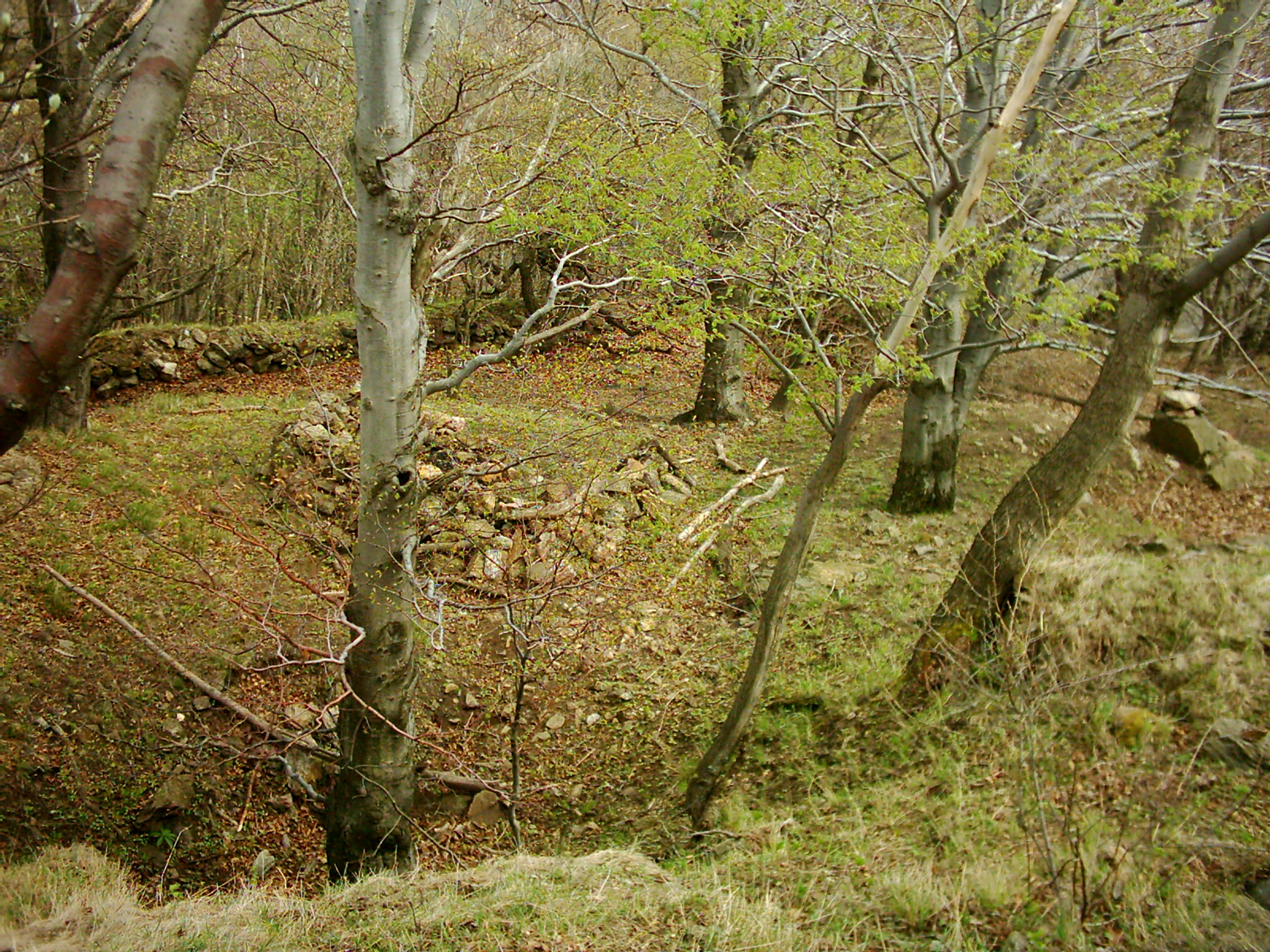
Prostor prvního nádvoří

Jméno Žeberk vzniklo počeštěním původního názvu Seeberg, neboli Jezerní hora, odvozeného od Komořanského jezera, které v té době dosahovalo téměř k úpatí kopce Jezeří.
Pravděpodobně v době vlády krále Přemysla Otakara II. získal území mezi řekou Bílinou a Černickým potokem Albrecht ze Žeberka. První písemná zmínka o hradu je z roku 1277 a nejstarší archeologické nálezy pochází z let krátce před ním. Ještě ve druhé polovině třináctého století došlo k narušení územní celistvosti panství, protože oblast mezi Šramnickým a Černickým potokem ovládli páni ze Rvenic. Starý Žeberk se tak ocitl na okraji vlastního panství a vzhledem ke vzdálenosti od hospodářského zázemí a vysoké nadmořské výšce přestal vyhovovat, a někdy před rokem 1327 jej proto nahradil Nový Žeberk.
V blíže neznámé době hrad získali bratři Ota a Ota z Bergova, kterým bylo roku 1327 potvrzeno manství na Žeberku a Bílině, a v roce 1334 král Jan Lucemburský tato panství vyňal z působnosti krajských soudů. Starý Žeberk v té době mohl být udržován jako opěrný bod, a když Ota z Bergova dne 3. ledna 1383 (1382) prodával Nový Žeberk a třetinu Jirkova Těmovi z Koldic, byla v prodejní smlouvě zmíněna pouze hora Žeberk.

## Stavební podoba
Staveniště bylo ze tří stran chráněno velmi strmými svahy. Přístupná je pouze severní strana, ze které přicházela přístupová cesta. Ta překonala val, který zabezpečoval hrad ze severu. Val začínal na západě úzkým skalním bradlem, kde mohla stát dřevěná strážní věž, a na východě se napojoval na příkop. Příkop, částečně vytesaný ve skále, hrad chránil ze severu a částečně z východu, kde končil u výrazného skaliska. Za příkopem se nacházelo malé lunicovité předhradí.
Hradní jádro stálo na dvou skalách. Ke skále nad předhradím přiléhalo nádvoří opevněné kamennou hradbou. August Sedláček v ní zakreslil, dnes již zaniklou, jednoduše zaklenutou branku. Na nádvoří se dochovala prohlubeň po zemnici. Z jižní části nádvoří se vstupovalo na druhé nádvoří s nevýraznými stopami po budově. Nad druhým nádvořím se zvedá asi 23 metrů dlouhý skalní hřeben, na kterém pravděpodobně stála dřevěná obytná věž nebo jiná budova.